# Чолівка (зупинний пункт)
Чо́лівка — пасажирський залізничний зупинний пункт Коростенської дирекції Південно-Західної залізниці розташований на одноколійній неелектрифікованій лінії Коростень — Житомир.
Розташований у місті Коростень Коростенської міськради Житомирської області між станціями Коростень-Житомирський (3 км) та Ушомир (9 км).
На зупинному пункті зупиняються приміські поїзди.